# Mellicta iberagigas
Mellicta iberagigas är en fjärilsart som beskrevs av Ruggero Verity 1930. Mellicta iberagigas ingår i släktet Mellicta och familjen praktfjärilar. Inga underarter finns listade i Catalogue of Life.